# Schildspeldenknopje
Het schildspeldenknopje (Eupachygaster tarsalis) is een vliegensoort uit de familie van de wapenvliegen (Stratiomyidae). De wetenschappelijke naam van de soort is voor het eerst geldig gepubliceerd in 1842 door Zetterstedt.